# Zatoka Oro

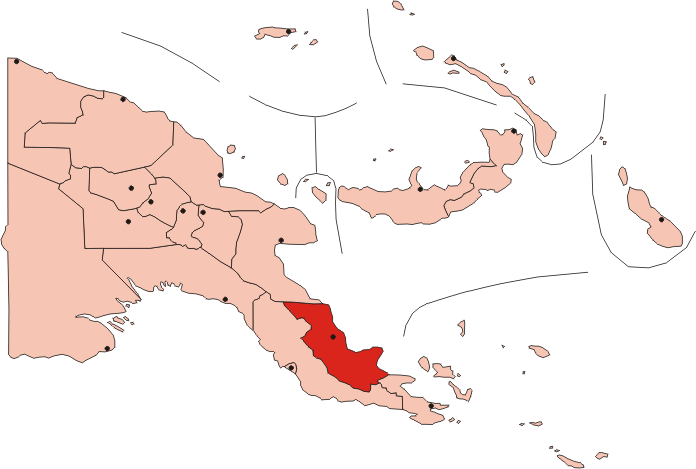
Czerwony obszar to Prowincja Oro. Zatoka Oro znajduje się na południowy wschód od czarnej kropki, przedstawiającej Popondettę, stolicę prowincji

Zatoka Oro – zatoka w prowincji Oro na Papui-Nowej Gwinei, znajdująca się 24 km od Buna. Zatoka Oro znajduje się wewnątrz większej zatoki Dyke Ackland. Port jest obsługiwany przez PNG Ports Corporation Limited z ograniczoną infrastrukturą nabrzeżną, umiejscowionymi na 8°53′47″S 148°29′39″E/-8,896389 148,494167.

## Historia

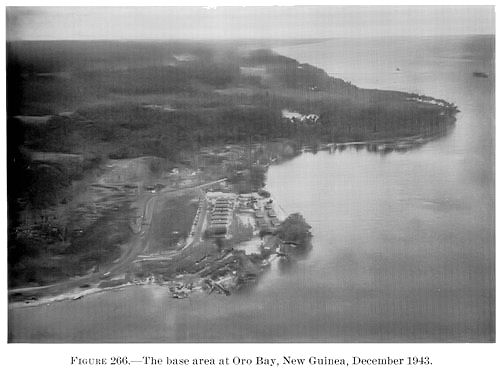
Baza w Zatoce Oro w 1943 r.

Podczas II wojny światowej Zatoka Oro była wykorzystywana jako miejsce etapowe oraz jako przystanek końcowy dla konwojów podczas Operacji Lilliput, przywożących żołnierzy dla operacji pod Buna-Gona i kolejnych. Stany Zjednoczone zbudowały na południu zatoki wysuniętą bazę, z nabrzeżem przystosowanym dla statków typu Liberty, instalacjami wzdłuż wybrzeża i obroną przeciwlotniczą na otaczających wzgórzach. 28 marca 1943 r. japońskie lotnictwo przypuściło atak na port w zatoce, zatapiając SS „Masaya” i SS „Bantam”. W pobliżu ulokowane było również lotnisko.